# Renneville (Haute-Garonne)
Renneville település Franciaországban, Haute-Garonne megyében. Lakosainak száma 539 fő (2022. január 1.). Renneville Villefranche-de-Lauragais, Avignonet-Lauragais, Gardouch és Montclar-Lauragais községekkel határos.

## Népesség
A település népessége az elmúlt években az alábbi módon változott:
| Lakosok száma | 215  | 262  | 334  | 448  | 518  | 540  | 550  | 545  | 543  | 539  |
|               | 1968 | 1982 | 1990 | 2006 | 2013 | 2015 | 2017 | 2019 | 2020 | 2022 |